# Бургазада
Бургазада (Burgazada) или Бургаз Адасъ (на турски: Burgaz Adası), накратко Бургаз (на турски: Burgaz), е третият по големина от Принцовите острови в Мраморно море. Официално е квартал в район Адалар в Истанбул, Турция. Населението му е 1655 души към 2022 г.

## География
Островът е с площ от 3,9 km² и включва един-единствен хълм – Байрактепе (170 м), известен също като Хълм на Христос. През 2003 г. пожар унищожава по-голямата част от горите. Близо до брега се вижда малкият необитаем остров Kaшък Адасъ.

## История
В миналото се е наричал Антигони (на гръцки: Ἀντιγόνη) на името на Антигон I Монофталм, бащата на Деметрий I Полиоркет, един от диадохите (наследници) на Александър Велики, който построява крепост тук.
Исторически островът е населен предимно с гърци, а през ХХ век много евреи от Истанбул се заселват тук. Въпреки това, с намаляването на малцинствата в Турция, съставът на местното население вече е почти неразличим от останалата част от Истанбул.
Фериботи свързват острова с континента от терминалите в Eминьоню и Kaбаташ от европейската страна на Истанбул и от Kaдъкьой и Бостанджъ от азиатската страна. Повечето фериботи спират в Бургаз след Къналъада и преди Хейбелиада и Бююкада.

## Забележителности
Островът е дом на писателя на кратки разкази Саит Фаик Абасъянък, чиято къща понякога е отворена за посетители. Действието в много от историите на Саит Фаик се развива на Бургазада.
В малкото градче на острова има църква от 1899 г., посветена на Йоан Кръстител. Тя е реставрирана изцяло след Измитското земетресение през 1999 г. На същото място първоначално се намира византийска църква, използвана за затвор на Методий I Константинополски, който е заточен тук заради противопоставянето си на иконоборството, но впоследствие става вселенски патриарх.
Манастирът „Свети Йоргос Гарипи“ е построен тук през 1897 г. Той също е разрушен при Измитското земетресение през 1999 г. и впоследствие основно реновиран. През 1917 г. служи като убежище за някои от белогвардейците, бягащи от Октомврийската революция. Установено е, че на мястото има манастир поне от XVII век.
На върха на Байрактепе се намира манастирът „Преображение Господне“, датиращ от византийско време и построен на мястото на древногръцки храм. Сегашната сграда е основно построена през XIX век.
Санаториум „Бургазада“, основан през 1928 г., е един от най-старите санаториуми в страната. Обектът е необитаем от доста време и наскоро е превърнат в ресторант.

## Известни личности
- Саит Фаик Абасъянък
- Халиде Едип Адъвар, турска писателка и политичка
- Марко Паша, турски хирург
- Тилбе Саран, турска театрална актриса
- Лале Мансур, турска актриса
- Халит Рефи, турски режисьор
- Проф. д-р Балкан Наджи Ислимйели, турски художник и академик
- Айла Алган, турска театрална актриса и певица